# Regnsensor
En regnsensor er en anordning som oftest er monteret i forruden på biler, omkring bakspejlet. 
Regnsensorens funktion består i at aktivere bilens vinduesviskerne automatisk når det regner. 
En regnsensor er opbygget på et print og som regel indkapslet i plastik omkring eller integreret i bakspejlet. På printet sidder der et antal dioder - normalt omkring 4 som tit er omgivet af en gele der sikre at lysbrydning forårsaget af vand på overfladen nemmere registreres af sensoren. [kilde mangler]
Regnsensor kan være standardudstyr, men er for det meste ekstra udstyr på biler.[kilde mangler] Man kan i dag købe alternative regnsensorer som kan monteres i biler, som ikke er født med regnsensor eller som er forberedt til det. 
Regnsensorer er efterhånden mere og mere udbredt i 2013.